# Holubî, Reșetîlivka
Holubî (în ucraineană Голуби) este un sat în comuna Jovtneve din raionul Reșetîlivka, regiunea Poltava, Ucraina.

## Demografie
Componența lingvistică a localității Holubî
     Ucraineană (94,23%)
     Rusă (3,85%)
     Română (1,92%)
Conform recensământului din 2001, majoritatea populației localității Holubî era vorbitoare de ucraineană (94,23%), existând în minoritate și vorbitori de rusă (3,85%) și română (1,92%).